# Liste der Bodendenkmäler in Wörnitz (Gemeinde)
Auf dieser Seite sind die Bodendenkmäler in der mittelfränkischen Gemeinde Wörnitz zusammengestellt. Diese Tabelle ist eine Teilliste der Liste der Bodendenkmäler in Bayern. Grundlage ist die Bayerische Denkmalliste, die auf Basis des Bayerischen Denkmalschutzgesetzes vom 1. Oktober 1973 erstmals erstellt wurde und seither durch das Bayerische Landesamt für Denkmalpflege geführt wird. Die folgenden Angaben ersetzen nicht die rechtsverbindliche Auskunft der Denkmalschutzbehörde.

## Bodendenkmäler der Gemeinde Wörnitz

### Bodendenkmäler in der Gemarkung Erzberg
| Lage               | Objekt | Akten-Nr.     | Bild |
| ------------------ | --- | ------------- | ---- |
| Erzberg (Standort) | Mittelalterliche Abschnittsbefestigung. | D-5-6727-0046 |      |
| Erzberg (Standort) | Siedlung der Steinzeiten. | D-5-6727-0047 |      |
| Erzberg (Standort) | Siedlung der Steinzeiten. | D-5-6727-0048 |      |
| Erzberg (Standort) | Mittelalterliche und frühneuzeitliche Befunde im Bereich der evangelisch-lutherischen Pfarrkirche St. Gallus, Friedhof des Mittelalters und der frühen Neuzeit. | D-5-6727-0109 |      |

### Bodendenkmäler in der Gemarkung Wörnitz
| Lage               | Objekt | Akten-Nr.     | Bild |
| ------------------ | --- | ------------- | ---- |
| Wörnitz (Standort) | Mittelalterlicher Burgstall. | D-5-6727-0041 |      |
| Wörnitz (Standort) | Siedlung der Steinzeiten. | D-5-6727-0043 |      |
| Wörnitz (Standort) | Siedlung der Steinzeiten. | D-5-6727-0044 |      |
| Wörnitz (Standort) | Mittelalterliche und frühneuzeitliche Befunde im Bereich der evangelisch-lutherischen Pfarrkirche St. Martin, Friedhof des Mittelalters und der frühen Neuzeit. | D-5-6727-0107 |      |